# Гвардейский пулемётный полк
Гвардейский пулемётный полк (англ. Guards Machine Gun Regiment) — полк Британской армии, существовавший в годы Первой мировой войны.

## История

### Формирование
Был образован номинально в 1915 году после того, как в британской Гвардейской дивизии стали внедряться пулемётные роты. В апреле 1917 года четыре роты были объединены в батальон гвардейских пулемётчиков (англ. Machine Gun Guards), а в мае 1918 года были переименованы в 6-й или Пулемётный полк пешей гвардии (англ. 6th, or Machine Gun, Regiment of Foot Guards).

### Батальоны
В июне полк был снова разделён на батальоны:
- 1-й батальон (предшественник — 1-й гвардейский полк телохранителей[англ.])
- 2-й батальон (предшественник — 2-й гвардейский полк телохранителей[англ.])
- 3-й батальон (предшественник — Королевская конная гвардия[англ.])
- 4-й батальон (предшественник — Гвардейский пулемётный батальон)
- 5-й батальон резерва (предшественник — Гвардейский пулемётный учебный центр)

### Боевой путь и послевоенные годы
Первые три батальона несли службу в 1-й британской армии из Британского экспедиционного корпуса, в то время как 4-й батальон оставался в гвардейской дивизии. После Первой мировой войны три батальона Дворцовой кавалерии вернулись к своей прежней роли, а 4-й батальон был расформирован в феврале 1919 года. Размещение полка не менялось до 1920 года: в июне 1919 года он принял участие в церемонии «выноса знамени» по случаю дня рождения короля.
26 февраля 1920 поступил приказ о расформировании полка с данным именем.